# Дуловце
Дуловце (слч. Dulovce) насељено је мјесто са административним статусом сеоске општине (слч. obec) у округу Коморан, у Њитранском крају, Словачка Република.

## Становништво
| Година:    | 1994. | 2004.   | 2014.   | 2024.    |
| ---------- | ----- | ------- | ------- | -------- |
| Број људи: | 1901  | 1859    | 1778    | 1598     |
| Разлика:   |       | -2,20 % | -4,35 % | -10,12 % |

| Година:    | 2023. | 2024.   |
| ---------- | ----- | ------- |
| Број људи: | 1620  | 1598    |
| Разлика:   |       | -1,35 % |

Према подацима о броју становника из 2011. године насеље је имало 1.800 становника.